# المحكمة الإدارية العليا (السعودية)
المحكمة الإدارية العليا هي الدرجة الثالثة والمسار النهائي من درجات التقاضي في سلم القضاء الإداري في المملكة العربية السعودية، نُص عليها في المواد الثامنة والتاسعة والعاشرة والحادية عشرة من نظام ديوان المظالم، مقر المحكمة يقع في مدينة الرياض، افتتحت في عام 2017، وباشرت مهامها في 2018، ورئيسها إبراهيم بن سليمان الرشيد.

## أعضاء المحكمة
تتألف المحكمة العليا من رئيس يعين بأمر ملكي، وتكون درجته بمرتبة وزير ولا تنهى خدمته إلا بأمر ملكي، وقد صدر الأمر الملكي في تاريخ 19 صفر 1438، بتسمية سبعة من أعضاء المحكمة الإدارية العليا، وهم من أقدم القضاة العاملين في دوائر الاستئناف في الديوان، وهم:
- رئيس ديوان المظالم، رئيس مجلس القضاء الإداري: خالد بن محمد اليوسف
- رئيس المحكمة الإدارية العليا: إبراهيم بن سليمان الرشيد
- نائب رئيس ديوان المظالم للشؤون التنفيذية: إبراهيم بن عبد الله المطرودي
- القاضي: محمد بن عبد القادر شيبة الحمد
- القاضي: محمد بن صلاح الحصيني
- القاضي: عبد العزيز بن عبد المحسن الفضلي
- أمين عام مجلس القضاء الإداري: فهد بن غنام الغنام[5]

## اختصاصات المحكمة
تنحصر اختصاصات المحكمة الإدارية في أربع حالات:
- الحالة الأولى: مراجعة قضايا الحدود القتل أو القطع أو الرجم أو القصاص في النفس أو فيما دون النفس.
- الحالة الثانية: الرقابة على الأحكام الصادرة من محاكم الاستئناف بشأن مخالفة أحكام الشريعة الإسلامية وما يصدره ولي الأمر من أنظمة لا تتعارض معها، وصدور الحكم من محكمة غير مشكلة تشكيلاً سليماً طبقاً لما نص عليه نظامًا، وصدور الحكم من محكمة أو دائرة غير مختصة، والخطأ في تكييف الواقعة أو وصفها وصفاً غير سليم، وفي هذه الحالة تعتبر المحكمة العليا محكمة تطبيق للنظام لا محكمة موضوع.
- الحالة الثالثة: النظر في طلبات معاودة السير في الخصومة بعد شطب الدعوى للمرة الثانية نتيجة غياب المدعي عن الجلسات وعدم تقدمه بعذر تقبله المحكمة ناظرة الدعوى.
- الحالة الرابعة: لفصل في طلبات التماس إعادة النظر في الأحكام الصادرة عنها.